# Савёлово (Тамбовская область)
Савёлово — деревня в Староюрьевском районе Тамбовской области, входит в состав муниципального образования сельское поселение Подгорненский сельсовет.

## География
Деревня находится в северо-западной части Тамбовской области, в лесостепной зоне, в пределах Окско-Донской низменной равнины,  при ручье Зелёный Жистинец.

### Климат
Климат умеренно континентальный, с холодной продолжительной зимой и тёплым летом. Среднегодовая температура воздуха — 4 — 6 °С. Средняя температура воздуха самого холодного месяца (января) — −11,5 — −10,5 °C (абсолютный минимум — −39 °C); самого тёплого месяца (июля) — 19,5 — 20,5 °C (абсолютный максимум — 40 °С). Средняя продолжительность периода с температурой выше 10 °C колеблется от 141 до 154 дней. Среднегодовое количество атмосферных осадков варьирует в пределах от 400 до 650 мм. Продолжительность залегания снежного покрова составляет в среднем 135 дней.

## История
В труде Н. В. Муравьёва «История тамбовских сел и деревень» упоминается в документах ревизской сказки 1834 года по Козловскому уезду как «Сельцо Савёловка». Деревня являлась собственностью штабс-капитана Алексея Ивановича Савёлова, за которым было записано крепостных крестьян: мужского пола − 76, женского пола — 78, а их домов — 20. В числе крепостных крестьян упоминаются: Анисимов Тихов, Евдокимов Филипп, Федоров Борис, Ефимов Юдай, Иванов Клемонт, Савельев Никита, Тимофеев Корней.
В 1858 году сельцо Савёлово по-прежнему принадлежало штабс-капитану Алексею Ивановичу Савёлову. В нём было: мужского пола — 105, женского пола — 90 человек, проживавших в 16 домах.

## Население
| 2010 |
| ---- |
| 58   |

## Инфраструктура
Личное подсобное хозяйство с зоной сельскохозяйственного использования, индивидуальная застройка усадебного типа.

## Транспорт
Просёлочные дороги. 